# 快舟一号甲运载火箭
快舟一号甲运载火箭也称为快舟一号A运载火箭（原飞天一号），是由中国航天科工集团在原快舟一号星箭一体化运载器的基础上改进研制的一款通用型固体运载火箭，扩展了整流罩的长度和直径，提高了任务适应性，在保证运载能力的同时增加了搭载卫星的空间。快舟一号甲采用移动发射平台实施发射。快舟一号甲运载火箭总体方案设计于2016年7月29日通过航天科工四院评审。

## 发射历史
| 飞行次序            | 火箭序号 | 起飞时间（UTC+8）          | 发射工位         | 有效载荷 | 卫星轨道     | 发射结果 |
| ------------------- | -------- | -------------------------- | ---------------- | --- | ------------ | -------- |
| 1                   | 遥一     | 2017年1月9日 12时11分12秒  | 酒泉卫星发射中心 | 吉林一号灵巧视频03星 行云试验一号 凯盾一号                                                                                        | 太阳同步轨道 | 成功     |
| 2                   | 遥八     | 2018年9月29日 12时13分     | 酒泉卫星发射中心 | 微厘空间一号试验卫星 | 太阳同步轨道 | 成功     |
| 3                   | 遥十     | 2019年8月31日 07时41分     | 酒泉卫星发射中心 | 太极一号 潇湘一号07 | 太阳同步轨道 | 成功     |
| 4                   | 遥十一   | 2019年11月13日 11时40分    | 酒泉卫星发射中心 | 吉林一号高分02A | 太阳同步轨道 | 成功     |
| 5                   | 遥七     | 2019年11月17日 18时00分    | 酒泉卫星发射中心 | 全球多媒体卫星系统α阶段A卫星（KL-α-A） 全球多媒体卫星系统α阶段B卫星（KL-α-B）                                                     | 近地轨道     | 成功     |
| 6                   | 遥二     | 2019年12月7日 10时55分     | 太原卫星发射中心 | 吉林一号高分02B | 太阳同步轨道 | 成功     |
| 7                   | 遥十二   | 2019年12月7日 16时52分     | 太原卫星发射中心 | 和德二号卫星A、B 天仪卫星16、17 天启四号卫星A、B                                                                                  | 太阳同步轨道 | 成功     |
| 8                   | 遥九     | 2020年1月16日 11时02分     | 酒泉卫星发射中心 | 银河航天首发星 | 近地轨道     | 成功     |
| 9                   | 遥六     | 2020年5月12日 09时16分40秒 | 酒泉卫星发射中心 | 行云二号01星（武汉号） 行云二号02星                                                                                               | 太阳同步轨道 | 成功     |
| 10                  | 遥三     | 2020年9月12日 13时02分     | 酒泉卫星发射中心 | 吉林一号高分02C星（内蒙古一号）                                                                                                   | 太阳同步轨道 | 失败     |
| 11                  | 遥四     | 2021年9月27日 14时19分     | 酒泉卫星发射中心 | 吉林一号高分02D星 | 太阳同步轨道 | 成功     |
| 12                  | 遥五     | 2021年10月27日 14时19分    | 酒泉卫星发射中心 | 吉林一号高分02F星 | 太阳同步轨道 | 成功     |
| 13                  | 遥十三   | 2021年11月25日 7时41分     | 酒泉卫星发射中心 | 试验十一号卫星 | 太阳同步轨道 | 成功     |
| 14                  | 遥？     | 2021年12月15日 10时        | 酒泉卫星发射中心 | GeeSAT双星 | 近地轨道     | 失败     |
| 15                  | 遥十七   | 2022年6月22日 10时08分     | 酒泉卫星发射中心 | 天行一号试验卫星 | 太阳同步轨道 | 成功     |
| 16                  | 遥十八   | 2022年8月23日 10时36分     | 西昌卫星发射中心 | 创新十六号卫星 | 近地轨道     | 成功     |
| 17                  | 遥十六   | 2022年9月5日 10时24分      | 酒泉卫星发射中心 | 微厘空间一号S3/S4试验卫星 | 近地轨道     | 成功     |
| 18                  | 遥十四   | 2022年9月25日 06时55分     | 太原卫星发射中心 | 试验十四号卫星 试验十五号卫星 | 太阳同步轨道 | 成功     |
| 19                  | 遥十九   | 2023年3月22日 17时09分     | 酒泉卫星发射中心 | 天目一号03（重庆金凤实验室号） 天目一号04（重庆金凤软件园号） 天目一号05（重庆金凤生物医药园号） 天目一号06（重庆金凤城市中心号） | 太阳同步轨道 | 成功     |
| 20                  | 遥二十   | 2023年6月9日 10时35分      | 酒泉卫星发射中心 | 龙江三号 | 近地轨道     | 成功     |
| 21                  | 遥二十二 | 2023年7月20日 11时20分     | 酒泉卫星发射中心 | 天目一号07 天目一号08 天目一号09 天目一号10                                                                                       | 太阳同步轨道 | 成功     |
| 22                  | 遥二十一 | 2023年8月14日 13时32分     | 西昌卫星发射中心 | 交通六号 交通七号 交通八号 交通九号 交通十号                                                                                      | 近地轨道     | 成功     |
| 23                  |          | 2023年12月25日 09时00分    | 酒泉卫星发射中心 | 天目一号11 天目一号12 天目一号13 天目一号14                                                                                       | 太阳同步轨道 | 成功     |
| 24                  |          | 2023年12月27日 14时50分    | 酒泉卫星发射中心 | 天目一号19 天目一号20 天目一号21 天目一号22                                                                                       | 太阳同步轨道 | 成功     |
| 25                  |          | 2024年1月5日 19时20分      | 酒泉卫星发射中心 | 天目一号15 天目一号16 天目一号17 天目一号18                                                                                       | 太阳同步轨道 | 成功     |
| 26                  |          | 2024年1月11日 11时52分     | 酒泉卫星发射中心 | 天行一号02星 | 太阳同步轨道 | 成功     |
| 27                  |          | 2024年9月20日 17时43分     | 西昌卫星发射中心 | 天启星座29-32星 | 近地轨道     | 成功     |
| 28                  |          | 2024年12月4日 12时46分     | 西昌卫星发射中心 | 海哨一号卫星（中科卫星08星） | 近地轨道     | 成功     |
| 29                  |          | 2025年7月31日 10时00分     | 西昌卫星发射中心 | 巴基斯坦遥感卫星01星 | 近地轨道     | 成功     |
| \| 成功率：93.1% \| |          |                            |                  | |              |          |
| 成功率：93.1%       |          |                            |                  | |              |          |